# Safwane Salhi
Safwane Salhi (Bruxelles, 30 maggio 2001) è un ginnasta marocchino, specializzato nel trampolino elastico.

## Palmarès
- Campionati africani

Il Cairo 2021: bronzo nel trampolino individuale.